# Miconia galactantha
Miconia galactantha är en tvåhjärtbladig växtart som beskrevs av Charles Victor Naudin. Miconia galactantha ingår i släktet Miconia och familjen Melastomataceae. Inga underarter finns listade i Catalogue of Life.